# Agneta Ahlin
Agneta Christin Ahlin, född 12 oktober 1952 i Stockholm, är en svensk skådespelare.

## Biografi
Ahlin studerade vid Statens scenskola i Stockholm 1975–1978. Efter studierna har hon varit engagerad vid Stockholms stadsteater, Upsala Stadsteater, Folkteatern i Gävleborg, Norrbottensteatern, Länsteatern i Örebro, Nya Pistolteatern, Boulevardteatern, Scalateatern, Orionteatern och Riksteatern.

## Filmografi
- 1984 – Tryggare kan ingen vara ... (TV-serie)
- 1993 – Kärlekens himmelska helvete
- 1997 – Lilla Jönssonligan på styva linan
- 1998 – Lyllo och Zorba (svensk röst)
- 1998 – Kirikou och den elaka häxan (svensk röst)
- 1999 – Hälsoresan – En smal film av stor vikt
- 2002 – Skeppsholmen (TV-serie)
- 2005 – Borkmanns punkt
- 2006 – Mäklarna (TV-serie)
- 2006 – Mästerverket (TV-serie)
- 2006 – Nyheter i skärgården (kortfilm)
- 2007 – Ett nytt parti (TV-serie)
- 2009 – Travemünde Trelleborg (kortfilm)
- 2009 – Lyckliga familjen (kortfilm)
- 2012 – Äkta människor

## Teater

### Roller (ej komplett)
| År   | Roll    | Produktion                                  | Regi            | Teater                  |
| ---- | ------- | ------------------------------------------- | --------------- | ----------------------- |
| 1979 | Mariane | Tartuffe (Tartuffe, ou l'Imposteur) Molière | Pierre Fränckel | Örebroensemblen         |
| 1980 |         | I vackra drömmars land Lars Björkman        | Pierre Fränckel | Riksteatern             |
| 1985 | Ängeln  | Ett litet drömspel Staffan Westerberg       | Finn Poulsen    | Folkteatern i Gävleborg |
| 1985 |         | Ett drömspel August Strindberg              | Peter Oskarson  | Folkteatern i Gävleborg |
| 2019 | Rose    | Barnen (The Children) Lucy Kirkwood         | Karin Enberg    | Riksteatern             |